# Leichlingen
Leichlingen (Rheinland) är en stad i Rheinisch-Bergischer Kreis i Regierungsbezirk Köln i förbundslandet Nordrhein-Westfalen i Tyskland. 

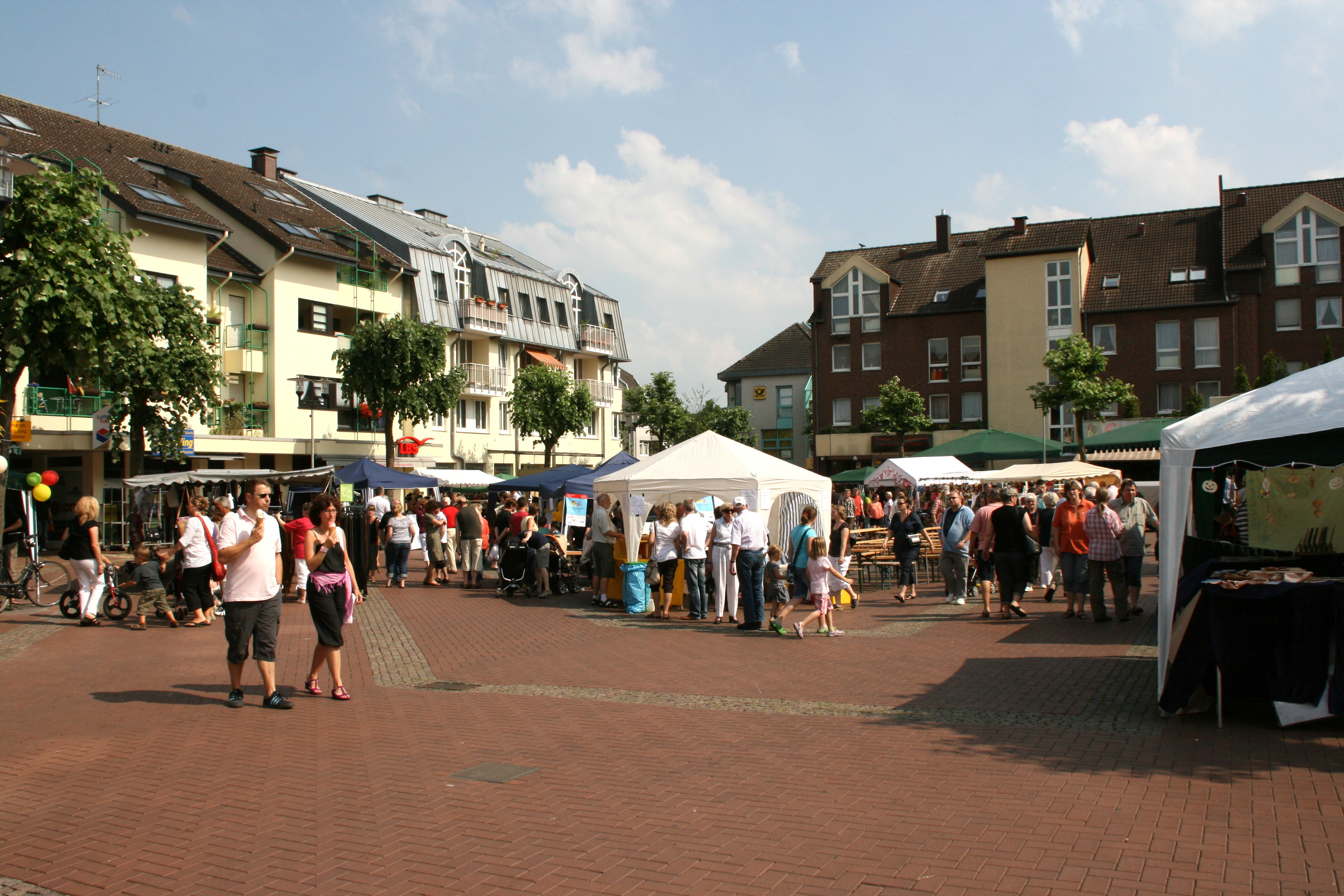
Folkliv på torget